# Francisco Ribeiro Bessa
Francisco Ribeiro Bessa, conhecido como Cônego Bessa (Povoação de Alto Santo das Viúvas (Ceará), 12 de novembro de 1823 - Fortaleza, 08 de outubro de 1890) foi sacerdote católico, político, deputado provincial e professor brasileiro.

## Biografia

### Primeiros anos
Nasceu na fazenda Alagoa dos Bois, Alto Santo, então ligado a São Bernardo de Russas, sendo filho de Joaquim Ribeiro Bessa e de Maria Izabel de Holanda, descendente dos desbravadores das Datas da 1ª Sesmaria do Jaguaribe em 1685. Era descendente de ricos fazendeiros.
Seu pai era primo do deputado constituinte de 1823, Manuel Ribeiro Bessa de Holanda Cavalcanti.
Durante a infância e adolescência, cresceu no povoado de Limoeiro, que também pertencia à Vila de São Bernardo de Russas na época.

### Vida religiosa e política
Ordenou-se padre aos 29 anos de idade, em 1852.
Em 1861, foi instalada a Diocese de Fortaleza - primeira da Província do Ceará. Neste mesmo ano, disputa as eleições para a Assembleia Legislativa da Província e consegue ser eleito.
Com sua influência política, luta para a instalação de Freguesia autônoma em Limoeiro, conseguindo a isso por meio da Lei 1081 em 04 de dezembro de 1863. E em janeiro de 1864 consegue obter autorização do Bispo para sua nomeação como primeiro vigário da nova Freguesia.
Nos primeiros anos, a oposição liberal acusou o Cônego Bessa de troca de favores. Por isso,  o novo Presidente da Província Lafayette Rodrigues Pereira (1864-1865) sancionou a Lei n. 1.118, de de 08 de novembro de 1864, ordenando a transferência da sede da Freguesia de Limoeiro para São João do Jaguaribe, povoação menos populosa e mais pobre situada ao sul de Limoeiro. O Cônego Bessa reagiu e convenceu o Bispo a não proceder a transferência em virtude da falta de condições mínimas para instalação da Paróquia.
O não cumprimento da Lei se estendeu até setembro de 1868, quando houve a definitiva transferência da Freguesia. Como reação, o Cônego Bessa voltou a se candidatar a deputado provincial para o restabelecimento da sede da Paróquia em Limoeiro. Foi eleito e reeleito para os mandatos de 1870-71 e 1872-1873.
A primeira de suas conquistas nesse novo mandato foi a aprovação da Lei n. 1358 de 04 de novembro de 1870, que restabeleceu a criação da Freguesia de Limoeiro e determinou o retorno da sede da mesma para o Distrito. Em fevereiro do ano seguinte, o Bispo Dom Luiz dos Santos ratificou a nova Lei e informou o imediato cumprimento de sua disposição. 
Foi o 1° vigário da nova Freguesia, de janeiro de 1864 a fevereiro de 1876.
Na sequência, o Cônego Bessa se empenhou pela emancipação definitiva de Limoeiro. Outras localidades como Morada Nova e São João de Jaguaribe também exigiam sua emancipação. Diante dos debates inflamados, o Cônego Bessa defendia sua tese a favor de Limoeiro com base no tamanho urbano e importância populacional e geográfica que favoreciam Limoeiro para sediar a nova Vila. Essa atuação retardou a emancipação de Morada Nova e São João do Jaguaribe, mas garantiu a aprovação da Lei n. 1402 de 22 de julho de 1871, que elevou Limoeiro à condição de Vila autônoma.
Na mesma época, o Cônego Bessa conseguiu aprovar a Lei n. 1345 de 07 de outubro de 1870 que criou o Distrito de Paz no povoado de Alto Santo da Viúva, localizado próximo ao povoado de Limoeiro e região natal do Padre. Nesse momento, atuou em conjunto com o Capitão Simplício de Holanda Bezerra, líder local que iniciara, em 1866, com apoio dos irmãos do Padre, Antônio e Joaquim Ribeiro Bessa, e com as bençãos do Cônego Bessa, a construção da Capela do Menino Jesus de Alto Santo, embrião da futura paróquia.
Conhecendo Cascavel, sentiu-se atraído pela localidade de Lucas (atual Beberibe). Nomeado vigário substituto dessa vila por ato de 10 de abril de 1876. Cascavel deve-lhe a sua elevação à categoria de cidade. Em abril de 1888, afastou-se da vigararia, por problemas de saúde (inclusive mental).  

### Atuação política
Seu irmão, Coronel Inácio Ribeiro Bessa foi eleito Deputado Provincial do Ceará nas legislaturas de 1844/1845 e 1846/1847. Com a morte deste, o padre Francisco Ribeiro Bessa conseguiu votos suficientes para se eleger Deputado Provincial pelo Partido Conservador (chamado Partido Caranguejo), pelo 1º Distrito Eleitoral, do qual Russas fazia parte.
Foi eleito deputado provincial quatro vezes: 1862/1863; 1870/1871; 1872/1873; 1876/1877.
É reconhecido politicamente como principal articulador da emancipação de Limoeiro do Norte e da criação do distrito de Alto Santo. Por seus relevantes trabalhos durante a epidemia da cólera em 1862, foi agraciado com a insígnia de Cavaleiro da Ordem de Cristo em 1871.

### Morte
Em 1890, o Jornal "O Cearense" registra que o Cônego Bessa há algum tempo "sofria de amolecimento cerebral e ultimamente tinha a mania de suicídio". Mudou-se para Fortaleza para tratar-se com banhos frios e passeios, sendo sempre vigiado. No entanto, em um descuido dos vigilantes, o Cônego Bessa se atirou em um poço à Avenida Visconde do Rio Branco, em Fortaleza, a 8 de outubro de 1890, falecendo aos 67 anos de idade. Sua morte foi registrada à época pelos jornais “Soares Moreno” e “O Cearense”, que anotaram o profundo pesar de nossa sociedade pelo falecimento de tão ilustre membro do Clero e da política. Seu falecimento chocou a sociedade cearense e seu enterro reuniu enorme quantidade de pessoas.